# Pelanechinidae
De Pelanechinidae zijn een familie van uitgestorven zee-egels (Echinoidea) uit de infraklasse Acroechinoidea.

## Geslachten
- Onderfamilie Pelanechininae
  - Pelanechinus Keeping, 1878 †
- Onderfamilie Pelanodiademinae Hess, 1972 †
  - Pelanodiadema Hess, 1972 †